# José de Arteche Aramburu
José de Arteche Arámburu (Azpeitia, 12 de marzo de 1906 - San Sebastián, 23 de septiembre de 1971) fue un escritor y biógrafo español, que, como bilingüe, escribió tanto en euskera como en español. Escribió sobre la guerra civil española, que vivió de primera mano, así como una serie de biografías sobre Elcano, Urdaneta, San Ignacio de Loyola, San Francisco Javier o Lope de Aguirre entre otros muchos.

## Biografía
Su trayectoria vital se puede estructurar en varias etapas de transcendencia diferente:

### Primeros años de vida (1906-1929)
Nacido en Azpeitia, Guipúzcoa, el 12 de marzo de 1906, aunque su partida de nacimiento se registra la fecha del 13 de marzo, su madre María Cruz lo recalcaba con motivo de la publicación del libro sobre San Francisco Javier al coincidir esta fecha con la canonización del santo.

«Digan lo que digan mis partidas [de bautismo y civil], yo nací el día 12 de marzo. Siempre, desde que yo recuerdo, hemos celebrado mi día en la familia el 12 de marzo.»
José de Arteche, San Francisco Javier, 1951, p. 12

En los años 30 introdujo la preposición de entre el nombre y el apellido «como un modo de presentación en sociedad». En esos años firma tanto como "José de Arteche" como "José de Artetxe".
Era el pequeño de diez hermanos del matrimonio entre Roque Arteche de Unanue y María Cruz Arámburu Azpiazu. Esta villa, cabeza de partido judicial, tuvo entre 1910 y 1933 alcaldes carlistas, integristas o dinásticos. Ramón Nocedal, Juan Olazábal o Manuel Senante «fueron diputados a Cortes por Azpeitia entre 1890 y 1923» en un momento donde su economía local era eminentemente agraria. 
Pertenecía a una familia carlista que regentaba el Hostal Arteche, una fonda muy conocida, situada en el centro de Azpeitia. Su bisabuelo, Roque Manuel de Arteche, era donostiarra oriundo de Azcoitia. Era hijo de José María de Arteche que, tras el Asedio de San Sebastián, decide abandondar la capital, para se asentarse en la vecina villa donde fundaría la fonda. Su bisabuelo figura como carlista según las actas del Ayuntamiento de Azpeitia de 1837 mientras que su hijo único, Ignacio —abuelo de José de Arteche—, era, para disgusto del padre, miembro del Partido Integrista. Por línea materna, tenía sus orígenes en el Goyerri donde su abuelo, Juan Ignacio Arámburu, fue alcalde de Ezquioga y juntero de las Juntas Generales antes de la abolición foral.
Será en este negocio familiar heredado por su padre donde tuvo ocasión de conocer allí a doña Isabel, hermana de Alfonso XII, a Antoine d'Abbadie, mecenas de las letras vascas, y a Benito Pérez Galdós. Aquí se despertó también su vocación por la lectura y la escritura.
Respecto a su educación, siendo el euskera su la lengua materna, fue educado primeramente por monjas francesas en el colegio de las Hermanas de Notre-Dame de Azpeitia, donde adquirió soltura con la lengua francesa, y luego por los Hermanos Maristas, donde hizo lo propio más específicamente con el español. En este último centro conocerá a un amigo para toda la vida, Inazio Eizmendi Manterola, Basarri, que se convirtió en un reconocido versolari, periodista y escritor. Será su madre quien ponga empeño en que estudiara inglés sin embargo su nivel fue inferior al francés que dominaba siendo lector de obras, periódicos y revistas en francés, tan importantes en su autoformación como escritor.
Como lugar sede del Santuario de Loyola, José de Arteche forjará muchas amistades de infancia con futuros jesuitas, como León Lopetegui Otegui, que explican sus posteriores trabajos sobre San Ignacio de Loyola y San Francisco Javier. También durante este primer período se muestra vinculado con la parroquia participando activamente en las funciones desarrolladas en la misma dejando aquellas experiencias «un profundo poso en su memoria y en su personalidad.»

### La necesidad laboral: la salida de su pueblo natal (1919-1931)
Por problemas familiares, Arteche tuvo que dejar, con trece años, el bachillerato y ponerse a trabajar primeramente como contable en un almacén de Azpeitia. En 1922, en San Sebastián, ingresa en el recién fundado Banco Vasco de Bilbao que quebrará poco después en 1925. Se alojará en la casa de «Elena Gamecho, un hogar en donde se respiraba un ambiente vasquista con cierto sesgo nacionalista.» Esta patrona, dada su juventud, ejercerá un papel maternal decisivo en el escritor. Este mismo año había vuelto a la oficina bancaria abierta en Azpeitia. Tras sopesar su marcha a Bilbao y a Londres, como empleado del Banco de Bilbao, finalmente encuentra en 1926 ocupación en las oficinas centrales del Ferrocarril del Urola en su villa natal. Este mismo año fallece, con 56 años, su madre María.
Poco después, en 1927, realizará el servicio militar en el cuartel de Ingenieros en Loyola, en San Sebastián, donde será ascendido siendo un dato relevante para la venidera Guerra Civil. Será en esta época en la que estrecha su relación con María Gorostegui (1907-1999), Marichu, que viene a ocupar el vacío maternal. Pero es también una época donde entra más directamente en la San Sebastián cultural, conociendo al padre Donostia, al padre Laburu, el Ateneo, etc. Conocerá a Jesús Carrera Olascoaga, jesuita y entonces director de Argia. Toda su actividad laboral no impedirá que, de forma autodidacta, siga leyendo copiosamente. También es época donde desarrolla una afición al fútbol, a los toros, a la pelota, a la bicicleta. Llega a ser abanderado de los Luises y empieza a escribir en el semanario Argia en euskera.
En 1929 ingresa en el Banco Guipuzcoano, donde permanece hasta 1947, trabajando en la oficina de Irún, donde vive y donde se casará.

### La época republicana y la guerra civil (1931-1939)
El 31 de mayo de 1931 Arteche se casó con María Gorostegui, con quien llegaría a tener ocho hijos. Fueron de viaje de novios al País Vasco francés. A ella se dedicó uno de sus libros más intimistas, Canto a Marichu (1970). 
En marzo de 1932 es trasladado a la oficina central del banco en San Sebastián y se establece con su mujer en la ciudad. Nace entonces su hija mayor, Mari Cruz. Pronto trabó amistad con José María Benegas Echeverría, Beneche, abogado de Solidaridad de Obreros Vascos (SOV) y miembro del Partido Nacionalista Vasco (PNV), agrupados ambos en torno a la figura José de Ariztimuño, Aitzol, un sacerdote amante de la literatura vasca, director de Yakintza donde Arteche será su secretario y organizador.
Habiendo ingresado en el PNV antes de 1930, el 19 de febrero de 1933 entra a formar parte de la Gipuzko Buru Batzar (GBB) donde permanece durante dos años. Pero como católico convencido también participa en AVASC (Asociación Vasca de Acción Social Católica), organización preocupada por la difusión de la doctrina social de la Iglesia, creada en 1931 y que contaba en sus filas con «numerosos nacionalistas vinculados al SOV, pero también carlistas o conservadores españolistas.»
Cuando estalle la Guerra Civil verá las calles de San Sebastián controladas por milicias comunistas y anarquistas. En agosto decide llevar a la familia a Azpeitia. Su mujer estaba esperando su cuarto hijo, Agustín, que nació pocos meses después. El 3 de noviembre es trasladado al Kursaal de San Sebastián, convertido en cuartel del Requeté, y es alistado en el Tercio Oriamendi. Convertido en cabo, pidió su traslado a su antiguo cuerpo de Ingenieros del Ejército como sargento logrando con ello mejor paga que aportar a la familia. También el nuevo puesto tiene un carácter más administrativo y le facilita visitas regulares al cuartel de Loyola. En una de ellas, el 31 de julio de 1937, aprovecha para visitar a la que fuera su patrona, Elena Gamecho, «que le hace entrega de un paquete depositado hace meses por Marichu en su casa»: eran sus notas y fechas sobre San Ignacio que sirvieron de base para su biografía publicada unos años después.
Durante toda la contienda fue anotando en un diario cuanto observaba en sus destinos. Estas notas sirvieron de base para, años más tarde, escribir sus obras más conocidas El abrazo de los muertos (1970) y Diario de un vasco en la postguerra (1977). Estuvo en los frentes de Vizcaya, Aragón y Valencia.

### La época de silencio: Zarauz (1939-1948)
Al finalizar la guerra, en el otoño de 1939, Arteche con su familia se instala en Zarauz, a mitad de camino de Azpeitia y San Sebastián, bien comunicado con la capital. Acababa de nacer su hija Conchita, la quinta, y será en esta ciudad costera donde lo hagan los dos siguientes: Arantxa y José Mari. Su mujer, Marichu, modista, encontrará en esta villa veraniega trabajo de sobra para aportar a la economía de una familia numerosa, mientras José recorre a diario el trayecto entre Zarauz y San Sebastián. Al escritor el pueblo donde residía, muy diferente del actual, le pareció «vacío, triste y mudo». Es durante esta etapa que conocerá la editorial Itxaropena donde irá publicando numerosas de sus obras. 

### La etapa final: San Sebastián (1949-1971)
Más tarde, en 1949, se traslada a San Sebastián donde ocupa una plaza como archivero de la Diputación. Durante esta época asiste, y participa, de «la resurrección de la Real Sociedad Bascongada de Amigos del País» (RSBAP) en un momento crítico ya que el gobierno de Franco, desde 1937, había cerrado numerosas actividades culturales vascas como la Sociedad de Estudios Vascos, la Revista Internacional de Estudios vascos, etc. El hecho de que esta entidad, la RSBAP, hubiera permanecido renqueante durante el siglo XIX, con mínimas actividades, pudo servir como instrumento para canalizar la salida al trabajo de intelectuales al no recaer sobre ella sospechas ni ningún interdicto del nuevo régimen franquista. Arteche había ingresado en la RSBAP a mediados de 1947.
Arteche murió en San Sebastián el 23 de septiembre de 1971.

## Trayectoria literaria
Pertenece literariamente a la generación intermedia entre la generación del 98 y la generación del 27. Desde joven colabora en varias publicaciones periódicas dejando escritos más de dos mil artículos en español en diferentes medios como ABC, El Correo, El Faro de Ceuta, La Gaceta del Norte, así como unos doscientos artículos en euskera en Argia, El Día y Yakintza, antes de la guerra civil, y Zeruko Argia, Aránzazu o la Hoja del Lunes tras ella.
De formación autodidacta, es un «escritor de la tierra», como Fausto Arocena Arregui, Miguel de Azaola o José Ignacio Tellechea, que encuentra en el género biográfico la vía para prodigar sus obras sobre personajes históricos guipúzcoanos y vascos, libros que en bastantes ocasiones tuvieron dos o más ediciones. Sus figuras son retratadas observando las noticias históricas pero rellenando literariamente los huecos que tales noticias no sabían completar.

«Se puede decir sin caer en la exageración que la obra de José de Arteche es un canto permanente al País Vasco y muy especialmente (aunque no sólo) a Guipúzcoa, que encarna para él la condensación de las esencias vascas, entendidas de forma abierta y en absoluto dogmática: Arteche sentía con gran hondura la existencia de una tradición de la tierra que había ido trenzando una idiosincrasia de lo vasco, generadora de frutos diametralmente opuestos, como muestran sus libros.»
Mª Teresa Echenique Elizondo, 2010

Es en este género que compartiría buena amistad y relación con el escritor navarro José María Iribarren, otro «escritor de la tierra», llegando a colaborar en la revista Pregón de igual modo que Iribarren en el Boletín de la Real Sociedad Bascongada de Amigos del País. Ambos, nacidos el mismo año, compartieron muchos momentos y experiencias vitales, recuerdos de una guerra que a ambos dejó marcados, pero también compartieron el año de fallecimiento. Más paradójico aún, en el segundo número del boletín publicado en 1971 escribiría Arteche la necrológica de su gran amigo, fallecido en junio, tres meses antes, afirmando que:

«José María Iribarren sentía como pocos la dolorosa intuición del carácter iconoclasta de la época que vivimos. Porque el iconoclasta no abomina solamente de la imagen, sino que va más allá, aborrece lo que la imagen representa. Cuando las cosas no tengan remedio y la gente se sienta añorante, serán muchos los que vayan a consultar en las obras de José María Iribarren los entrañables detalles de tradiciones desaparecidas.»
José de Arteche, 1971

Tras este artículo, uno de los últimos que escribió, se publicaba su propia necrológica, esta vez firmada por Fausto Arocena Arregui, también archivero de la Diputación de Guipúzcoa («convivimos largos años amarrados al mismo banco de trabajo») y socio de la RSBAP, donde resaltaba su generoso talante, «su condición de buen samaritano que se entregaba con despilfarro a su prójimo» especialmente entre «jóvenes literatos a quienes aconsejaba y ayudaba».
Pero hay otro género donde sobresale como es el autobiográfico. La elaboración de sus diarios durante la contienda civil le sirven de base para dos obras de gran «hondura vital» y de especial interés: El abrazo de los muertos (1970) donde es constante su «deseo de paz ante una situación violenta», y Un vasco en la postguerra. Diario 1939-1971 (1975) donde expresa su «lucha por la libertad de expresión». Ambas obras no rehúyen la «autocrítica sincera tras la contienda»
En un tercer género muestra una «obra freudiana» que parece pudo haber estado influenciada por la figura de Luis Martín-Santos «que frecuentaba la Diputación en época de Arteche» en una época de auge de nuevas corrientes de la Psicología.

## Obras escogidas
Dentro de la bibliografía artechiana que relacionó Antonio Villanueva Edo en su biografía, destacar sus 24 libros. A ello hay que añadir los más de 2.000 artículos publicados en diferentes periódicos y revistas de toda España.
| - Una inquietud y cuatro preguntas (1934). - San Ignacio de Loyola (Barcelona: 1941). - Caminando (1941). - Elcano (1942; Madrid: Espasa Calpe, 1972). - Urdaneta: el Dominador de los espacios del Océano Pacífico (1943). - Mi Guipúzcoa (1946). - Mi viaje diario (1950). - San Francisco Javier (Zaragoza: Hechos y Dichos, 1951). - Lope de Aguirre, Traidor: la tragedia del Fuerte Caudillo de los Invencibles Marañones (1951; San Sebastián: Caja de Ahorros de Guipúzcoa, 1974). - Vida de Jesús (1955). - ¡Portar bien! 1957). - Saint-Cyran (de caracterología vasca) (Auñamendi, 1958). | - Cuatro relatos (1959). - Camino y Horizonte (Pamplona: Gómez, 1960). - Siluetas y recuerdos (Gómez, 1964). - Lavigerie, el cardenal de África (1963). - Rectificaciones y añadidos (1965). - Discusión en Bidartea (1967). - De Berceo a Carlos Santamaría (1968). - El abrazo de los muertos: diario de la Guerra Civil 1936–1939 (Icharopena, 1970). - Canto a Marichu: Autobiografía' (Sociedad Guipuzcoana de Ediciones y Publicaciones, 1970). - El Gran Asombro (San Sebastián: Sociedad Guipuzcoana de Ediciones y Publicaciones, 1971). - Canto a Joxe (1972). - Un vasco en la postguerra: diario 1939-1971 (1975). |

### En inglés
- El Cardenal de África, Charles Lavigerie, Fundador de los Padres Blancos traducido por Mairin Mitchell (Londres, Catholic Book Club, 1964).

## Premios y reconocimientos
- El 23 de septiembre de 1972 se organiza en la sucursal de la Caja de Ahorros Municipal de San Sebastián en Azpeitia un escaparate donde se exponen los 24 libros de este autor colaborando los historiadores Imanol Elías Odriozola y Leopoldo Etxeberria Unanue.[39]
- El 25 de julio de 1973 se inaugura en los jardines de Zelai Luze un monolito que le dedicó el Ayuntamiento de Azpeitia al escritor. Posteriormente se trasladó a la calle que lleva su nombre, "Joxe Artetxe Kalea", delante del centro de salud.[40][41][42]
- En 2006, con ocasión de su centenario, la Real Sociedad Bascongada de Amigos del País publica "José de Arteche, un hombre de paz", «una selección y estudio de las obras más significativas del citado escritor: 'Diario 1935-1936', 'El abrazo de los muertos', 'Un vasco en la postguerra', 'San Ignacio de Loyola', 'Elcano', 'Urdaneta', 'Legazpi', 'El Cura Areyzaga', 'Canto a Maritxu', 'La Paz de mi lámpara', 'El Gran Asombro', y diversos artículos en euskera.»[43]

## Descendencia
José de Arteche y Marichu Gorostegui tuvieron ocho hijos, Mirentxu (1932), Iñaki (1933), Itziar (1934), Agustín (1937), Conchita (1939), Arantxa (1945), José Mari (1947) y Javier (1949) que, en distintos momentos y en diversas facetas, han destacado en algunos momentos. Así Iñaki desarrolló su faceta artística, Agustín su vocación religiosa, siendo misionero en distintos países africanos, o Javier la deportiva, siendo reconocido como uno de los pioneros de la práctica del surf.